# Квитко, Афанасия Зотовна
Афанасия Зотовна Квитко (22.10.1912 — 31.03.1988) — советский учёный, доктор сельскохозяйственных наук, профессор, заслуженный деятель науки республики Киргизия.

## Биография
После окончания Московской сельскохозяйственной академии им. Тимирязева (1937) работала в Кыргизском НИИ животноводства и ветеринарии: зоотехник, младший и старший научный сотрудник, с 1953 года и до конца жизни — зав. научным отделом скотоводства.
Является одним из авторов и руководителем создания аулиеатинской породы крупного рогатого скота, 11 высокопродуктивных заводских линий, маточных семейств и молочного типа в алатауской породе.
Доктор сельскохозяйственных наук, тема диссертации «Этапы эволюции и практика скотоводства Киргизии».
В 1955—1959 гг. депутат и зам. председателя Верховного Совета Киргизской ССР.
Награждена двумя орденами «Знак Почёта», медалями.
Заслуженный зоотехник Киргизской ССР (1958), заслуженный деятель науки Киргизской ССР (1972).